# Thomas de Woodstock
Pour les articles homonymes, voir Woodstock.
Titres
Duc de Gloucester
6 août 1385 – 8 septembre 1397
(12 ans, 1 mois et 2 jours)
Comte de Buckingham
15 juillet 1377 – 8 septembre 1397
(20 ans, 1 mois et 24 jours)
Comte d'Essex
10 juin 1376 – 8 septembre 1397
(21 ans, 2 mois et 29 jours)
Thomas de Woodstock (né le 7 janvier 1355 et mort le 8 septembre (ou 9) 1397 à Calais), est le douzième et dernier enfant du roi d'Angleterre Édouard III et de la reine Philippa de Hainaut.
Il est comte d'Essex depuis 1376, comte de Buckingham depuis 1377 et duc de Gloucester depuis 1385. Il est aussi créé duc d'Albemarle, mais ne porte jamais ce titre.
Il doit son nom au fait qu'il soit né au palais de Woodstock. Il épouse Éléonore de Bohun, fille du comte d'Essex, en 1376, et hérite de ce comté lors de la mort de son beau-père Humphrey. Sa plus jeune belle-sœur Marie de Bohun épouse son neveu, le futur Henri IV d'Angleterre.

## Biographie

### La lutte pour le pouvoir
Entre 1377 et 1380, il participe aux derniers combats de la première phase de la guerre de Cent Ans. Il assiste d'abord Robert Knolles dans la défense des côtes anglaises contre les attaques françaises et castillanes. En 1380, il est en Bretagne où il assiège en vain Nantes. Il rentre en Angleterre après le second traité de Guérande.
Depuis 1377, c'est son neveu Richard II qui règne mais c'est son frère Jean de Gand, comte de Lancastre, qui gouverne. Celui-ci part faire la guerre en Castille en juillet 1386. Thomas de Woodstock songe à prendre sa place mais Richard II, secondé par son chancelier Michael de la Pole, 1er comte de Suffolk, et par son favori Robert de Vere, 9e comte d'Oxford, décide de prendre en charge lui-même son gouvernement.
Woodstock se met à la tête du parti baronnial, mécontent des négociations que Richard II est en train d'entamer avec la France. Lors du Parlement de 1386, il demande ouvertement la révocation des deux conseillers, ce que lui refuse le roi. Il réussit tout de même à faire incarcérer Michel de La Pole. Robert de Vere parvient à fuir en Irlande. Dès lors, le roi est mis en tutelle par cinq lords anglais qui se font appeler les Lords Appellant. L'un d'entre eux est évidemment Thomas de Woodstock. Leur armée réussit à vaincre les troupes de Robert de Vere, qui était revenu en Angleterre, à la bataille de Radcot Bridge.
De 1387 à 1389, Thomas de Woodstock est le vrai maître du royaume. Il gouverne arbitrairement, bannissant ou exécutant tous les proches de Richard II, qu'ils soient innocents ou coupables. Il mécontente cependant les barons lorsqu'il extorque 20 000 livres au Parlement pour le profit des Lords Appellants. Le 3 mai 1389, Richard II a leur appui pour reprendre la tête du gouvernement sans qu'il y ait pour le moment de sanctions.

### La fin tragique
Pendant quelques années, tout est au beau fixe entre l'oncle et le neveu. En 1394, Woodstock accompagne même le roi dans sa campagne d'Irlande. La politique pacifiste avec la France et le mariage de Richard II avec Isabelle de Valois, fille de Charles VI, remet tout en question. L'oncle du roi et d'autres barons désapprouvent la trêve de vingt ans imposée par la nouvelle entente franco-anglaise de 1396. Mais Richard II est décidé cette fois à ne pas s'en laisser imposer. Le 11 juillet 1397, il arrête lui-même son oncle dans son château de Pleshey en Essex, et fait arrêter les autres Lords Appellants.

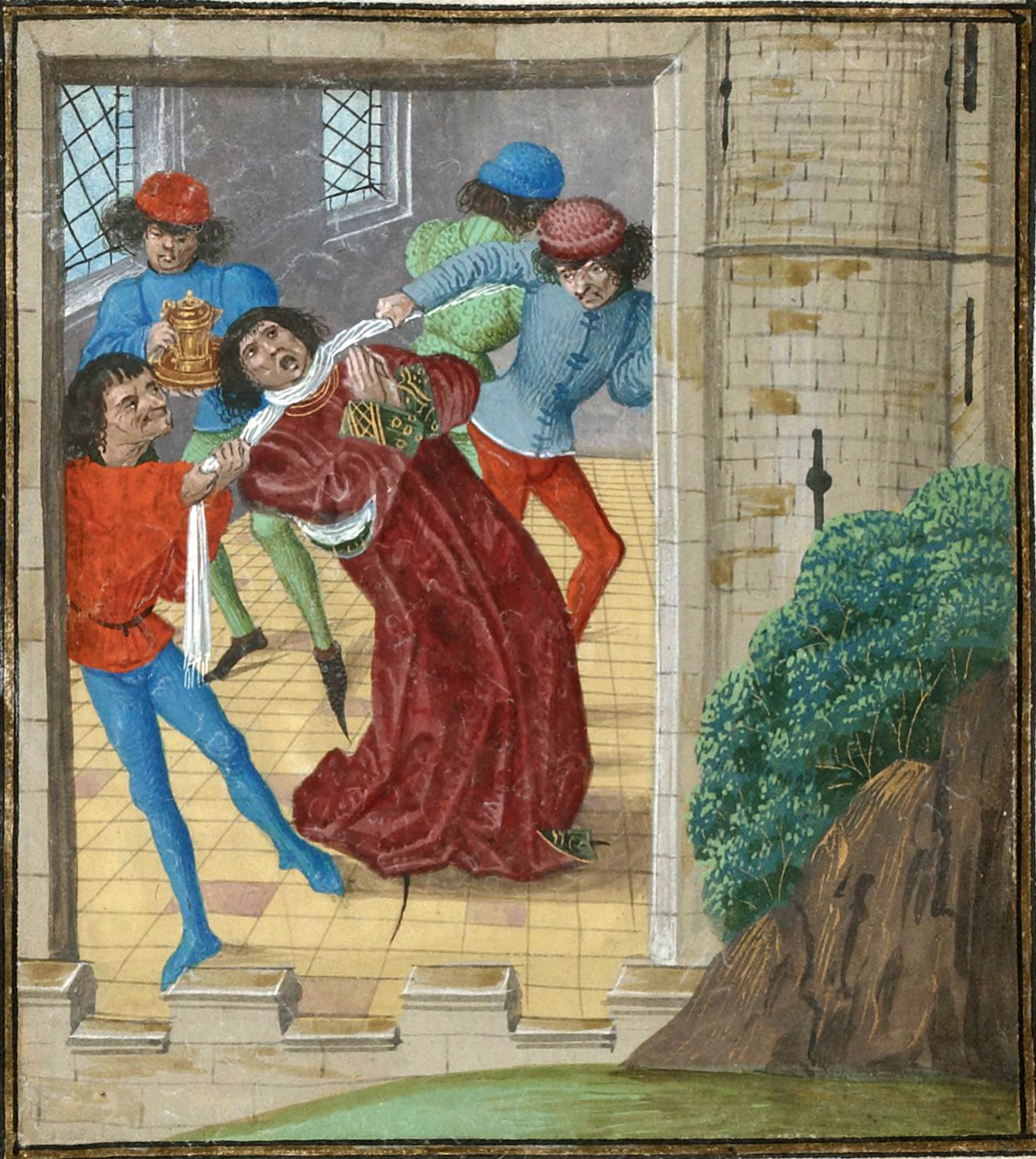
L'exécution de Gloucester.

Accusé de trahison, Thomas de Woodstock est emmené à Calais où il est assassiné sans procès, probablement sur ordre du roi. Les autres Lords Appellant sont condamnés à mort. 
Le fils de Thomas de Woodstock, Humphrey, n'est pas inquiété et lui succède sans heurts comme comte de Buckingham. Il meurt sans héritier en 1399 et le titre de duc de Gloucester est alors rattaché à la Couronne, tandis que le titre de comte de Buckingham passe à sa fille Anne, mariée à Edmond Stafford.

## Blason

écartelé en 1 et 4 d'azur semé de fleurs de lys d'or et en 2 et 3 de gueules aux trois léopards d'or, à la bordure d'argent.

## Littérature
La pièce de Shakespeare, Richard II, s'ouvre sur une violente querelle entre Bolingbroke, futur Henri IV, et Thomas de Mowbray au sujet de la responsabilité de la mort de Thomas de Woodstock. Le duel judiciaire qui s'ensuit marque le début de la chute de Richard II dans la pièce. 